# 동화책
동화책(한자:童話冊, 영어:Fairy tale book)은 어린이를 위한 동화를 바탕으로 만들어진 책을 가리키는 단어이다. 

## 설명
동화책은 어린이를 위한 동화를 만화로 만들어서 제작한다. 동화책은 주로 출판사들이 제작하며 책에는 어린이를 위한 각종 동화의 이야기가 적혀 있고 세계 각국의 동화가 책에 적혀 있다. 동화책은 아동 문학에 해당되며 대한민국에서는 흥부와 놀부, 콩쥐팥쥐전, 토끼와 거북이 등의 대한민국 동화들이 동화책으로 출판되고 있다.

## 같이 보기
- 동화
- 책